# Sakerta Barat
Sakerta Barat is een bestuurslaag in het regentschap Kuningan van de provincie West-Java, Indonesië. Sakerta Barat telt 2155 inwoners (volkstelling 2010).